# Spulerina quadrifasciata
Spulerina quadrifasciata là một loài bướm đêm thuộc họ Gracillariidae. Nó được tìm thấy ở Nigeria.